# Масленица Преображенского поста
Масленица Преображенского поста — армянский церковный праздник предшествующий недельному посту Армянской Апостольской Церкви в честь  Преображения Иисуса Христа. Отмечается по традиции в одно из воскресений конца июня или в июле.

## Традиции и обычаи
Согласно армянской церковной традиции: Масленица является воспоминанием человеческого счастья, которым наслаждались в своё время Адам и Ева в раю. Человеку, согласно ей же, можно было вкусить все плоды за исключением плода с дерева знания, который символизирует пост идущий за масленицей. Масленица является выражением добродетелей. В этот день люди выходят из траура и начинают радоваться, забывают о страданиях и находят утешение. Каждый христианин смиренностью души, покаянием, с надеждой на милость Бога приступает к посту
"Масленица Преображенского поста" является церковным праздником Армянской Апостольской Церкви, который предшествует посту  в честь  Преображения Иисуса Христа. Отмечается Масленица в воскресенье непосредственно перед началом поста. Праздник обычно выпадает на одно из воскресений июня или июля.
В этот же день совершается отдельное поминовение представителей семьи Манукян, в частности Алека и Мари Манукян - выдающихся национальных благотворителей.

## Дата начала
Армянская апостольская церковь в целом живёт по Григорианскому календарю, но общины в диаспоре, на территории церквей, использующих Юлианский календарь, по благословению епископа могут жить и по Юлианскому календарю. То есть календарю не придается «догматического» статуса
| даты начала "Масленица Преображенского поста" по Григорианскому календарю (по Юлианскому + 13 дней) |              |
| 24 июля 2011                                                                                        | 8 июля 2012  |
| 30 июня 2013                                                                                        | 20 июля 2014 |
| 5 июня 2015                                                                                         | 26 июня 2016 |
| 16 июля 2017                                                                                        | 1 июля 2018  |
| 21 июля 2019                                                                                        | 12 июля 2020 |
| 4 июля 2021                                                                                         | 17 июля 2022 |
| 9 июля 2023                                                                                         | 30 июля 2024 |
| 20 июля 2025                                                                                        | 5 июля 2026  |
| 27 июня 2027                                                                                        | 17 июля 2028 |
| 1 июля 2029                                                                                         | 21 июля 2030 |